# Schloss Pfünz
Schloss Pfünz ist ein ehemaliges fürstbischöfliches Sommerschloss im Altmühltal, das das Bistum Eichstätt zusammen mit Karljosef Schattner, Franz Kiessling, Jörg Homeier und Gerold Richter seit 1955 zum Diözesanjugendhaus umgebaut haben. Die Anlage ist unter der Aktennummer D-1-76-165-45 als Baudenkmal verzeichnet. „Untertägige mittelalterliche und frühneuzeitliche Teile im Bereich des ehem. Schlosses von Pfünz“ werden zudem als Bodendenkmal unter der Aktennummer D-1-7133-0373 geführt.

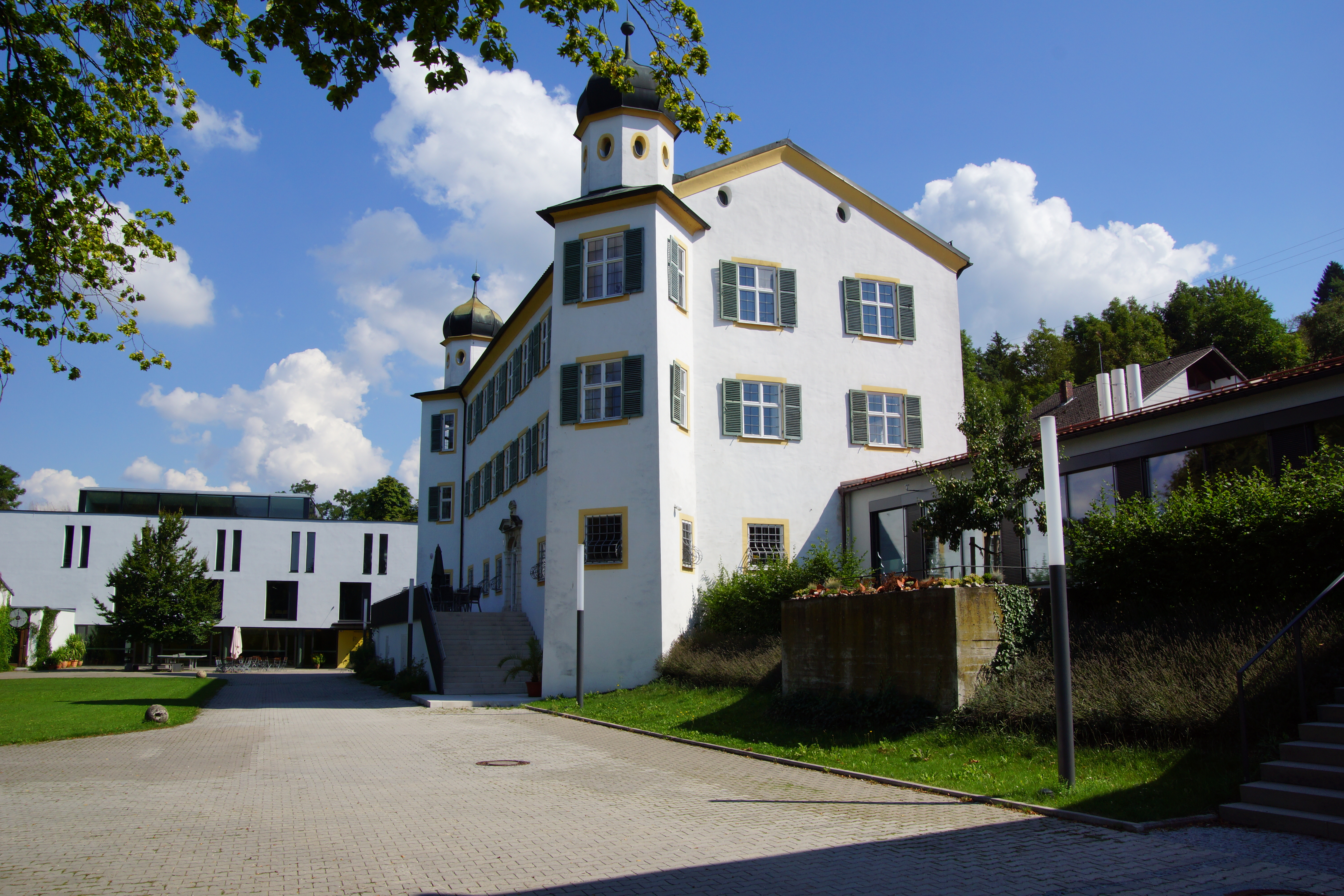
Schloss Pfünz mit jüngstem Anbau

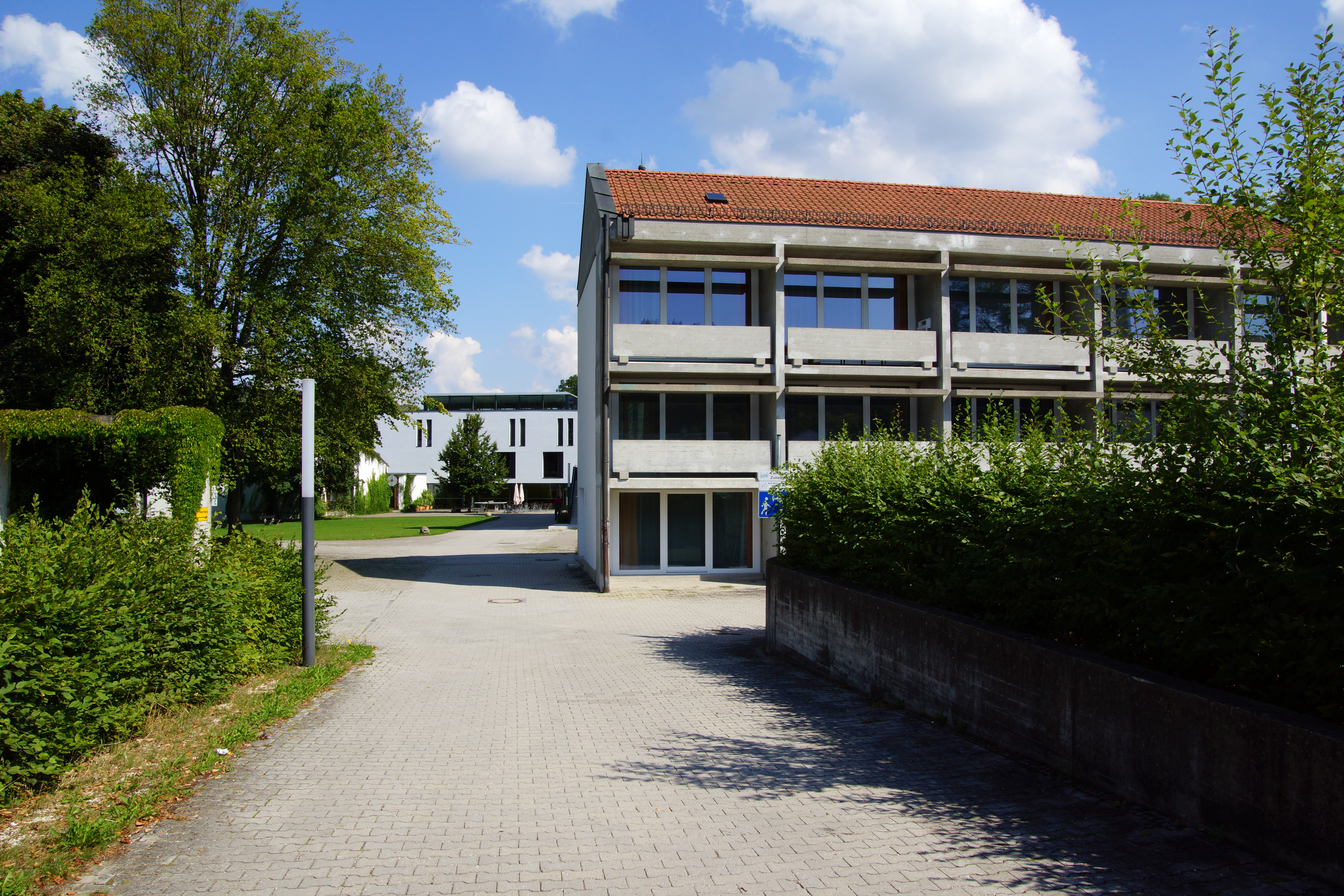
Personalgebäude von Karljosef Schattner, dahinter: Eingangsgebäude von Homeier und Richter

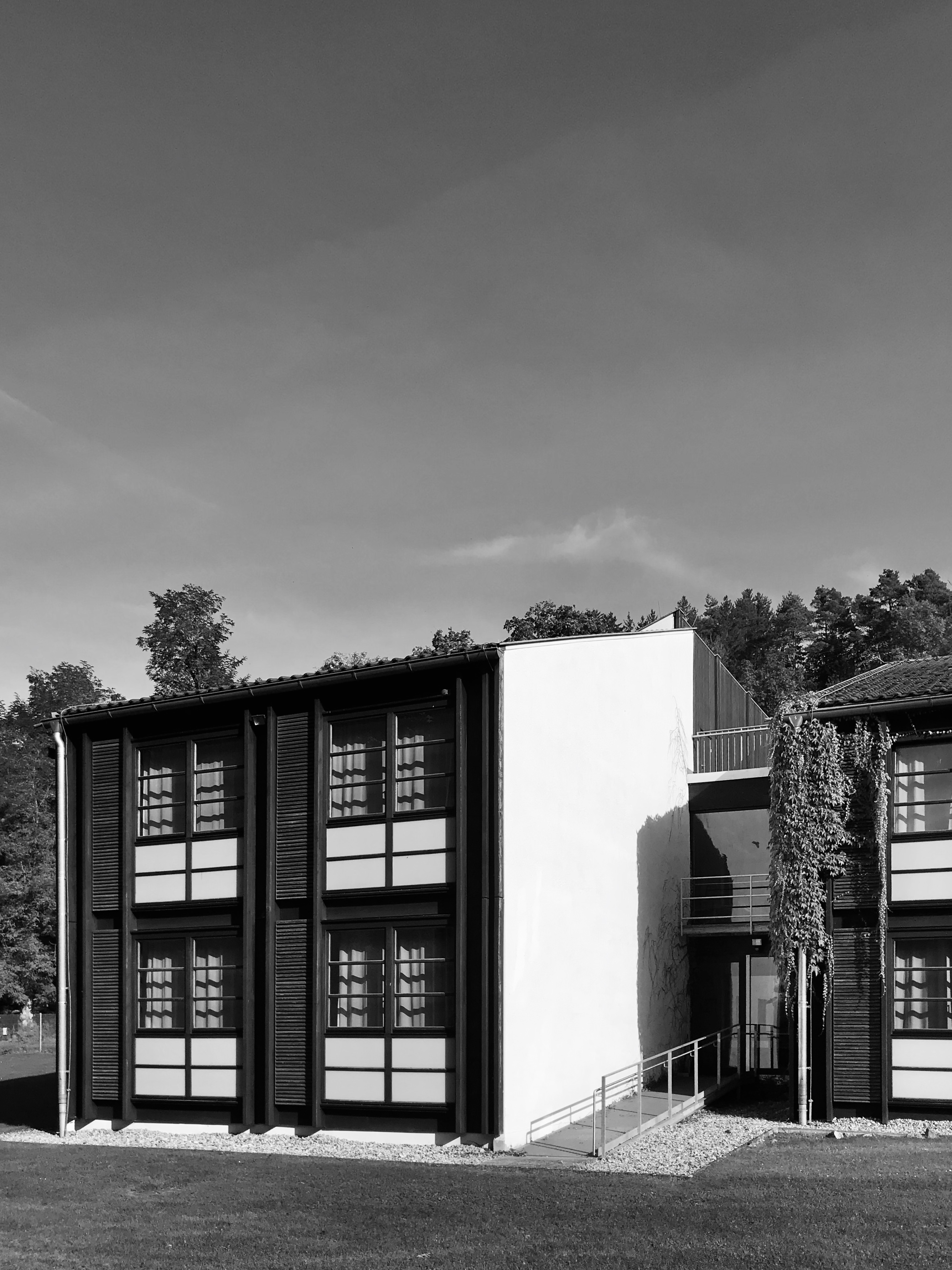
Bettenhaus von Franz Kiessling

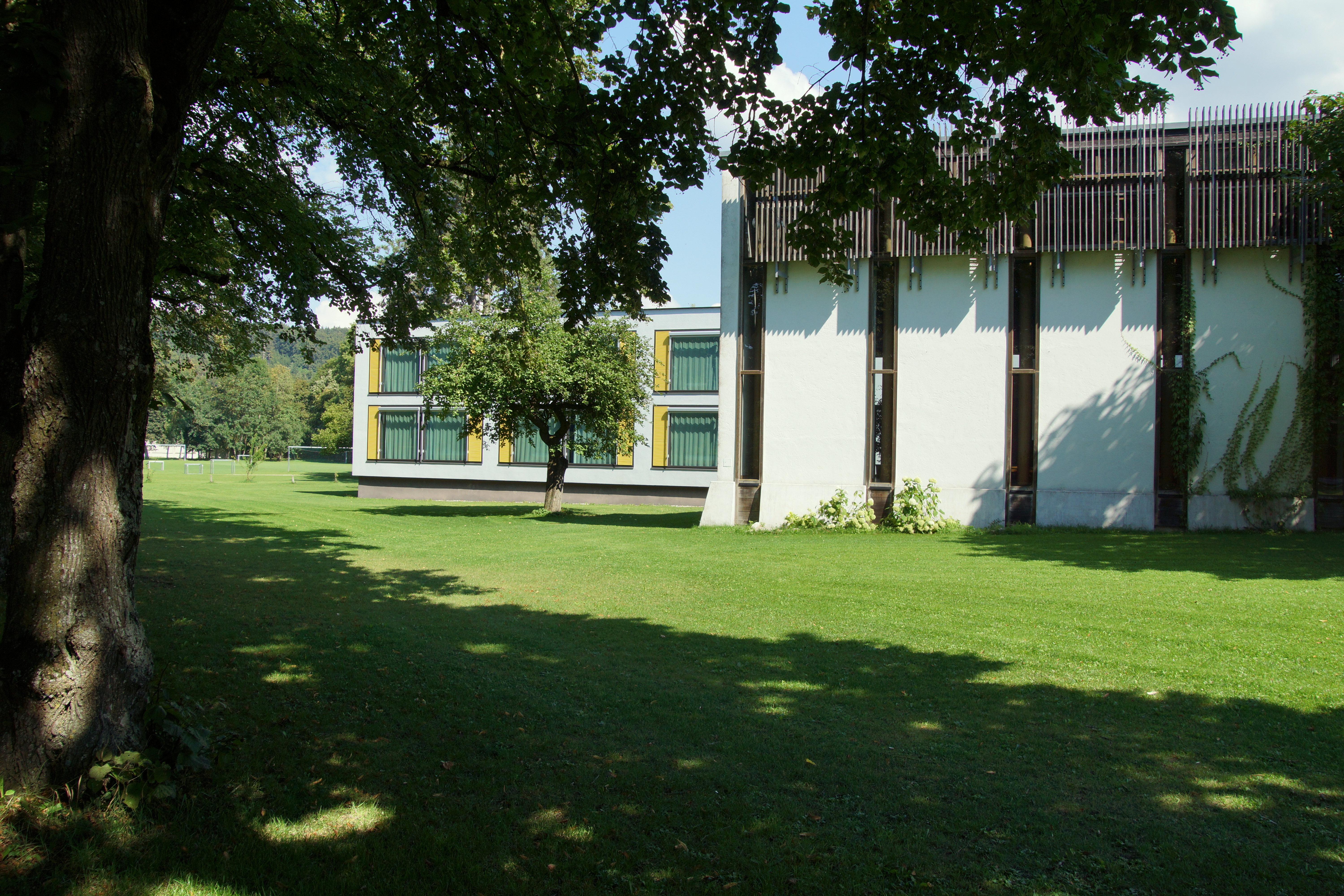
Kapelle von Franz Kiessling

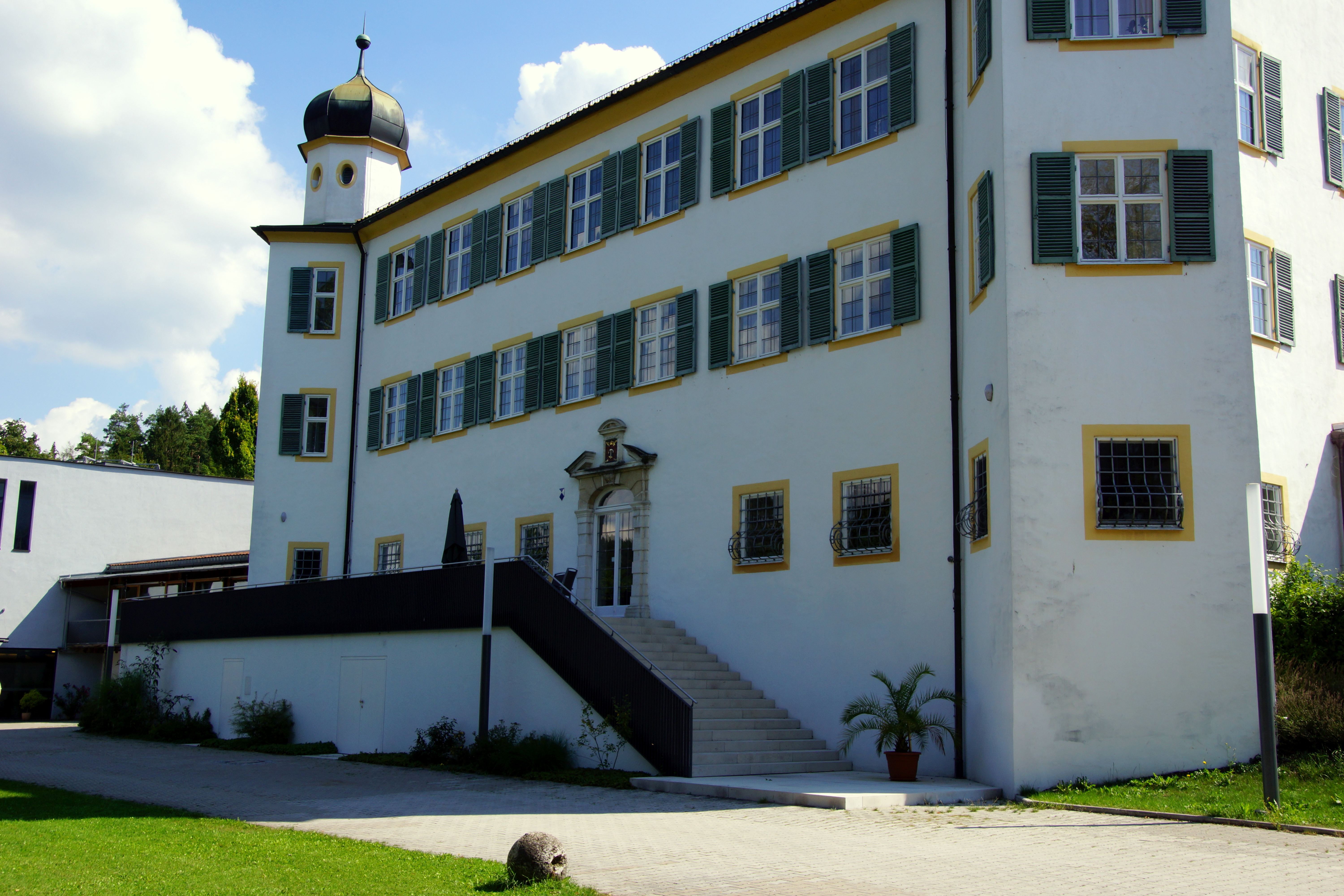
Nordseite mit Portal

## Geographische Lage

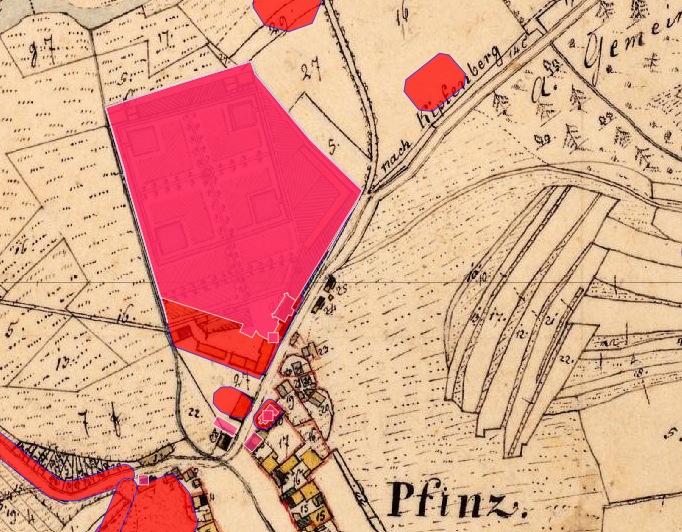
Lageplan von Schloss Pfünz auf dem Urkataster von Bayern

Das Schloss steht in Ortslage (Waltinger Straße 3) bei 392 Meter über Normalnull im Norden des Ortsteils Pfünz der Gemeinde Walting im Landkreis Eichstätt in Bayern auf aufsteigendem Talgelände. Hinter dem Schloss verläuft die frühere Durchgangsstraße durch Pfünz, die Waltinger Straße, von der man aus über ein abgestuftes Parkplatzgelände in nordöstlicher Richtung den Schlosshof erreicht.

## Geschichte
1166 wird mit Merboto von Pfünz erstmals ein in Pfünz ansässiges Ministerialengeschlecht des Bischofs von Eichstätt urkundlich erwähnt. 1282 übereignete Truchseß Albert der Ältere von Pfünz sein Steinhaus dem Hochstift als Lehen. Die Burghut behielt er für sich und seine Nachkommen vor; 1278 bis 1282 sind Albert der Jüngere und Ulrich nachweisbar. Nach dem Jahr 1353 starb dieser Ortsadel aus, und die Anlage sah wechselnde adelige Besitzer. Von dem mit den Pfünzer verwandten Waltinger kam das Schloss an die Zantner, einem aus Zandt stammenden Ortsadel, der spätestens seit dem 15. Jahrhundert auf Schloss Schönbrunn/Prunn saß. 1451 verkaufte Kunz Zantner zu Schönbrunn das Pfünzer Schloss an Heinrich Rohrmayer in Gungolding. Dessen Erben verkauften 1475 die Anlage an den Eichstätter Bischof Wilhelm von Reichenau, der hier größere Bauten aufführte, um die Anlage zur Erholung und zur Jagd zu nutzen.
Das heutige historische Schloss Pfünz ist ein Neubau der Barockzeit. 1710 ließ es mitsamt einem großen Schlosshof Fürstbischof Johann Anton I. Knebel von Katzenelnbogen durch seinen Hofbaumeister Jakob Engel errichten. 1745 erhielt der Hof durch den Stück- und Glockengießer Matthias Perner einen Brunnen; bei der Brücke über die nahe Altmühl war ein heute abgetragener Wasserturm zur Speisung der heute nicht mehr vorhandenen Springbrunnen errichtet. Der vorletzte Eichstätter Fürstbischof, Johann Anton III. von Zehmen, wollte das Schloss durch den Hofbaumeister Maurizio Pedetti wesentlich umgestalten und erweitern lassen; dessen Pläne kamen aber nicht zur Ausführung. Dem letzten Eichstätter Fürstbischof und nachmaligen Eichstätter und Bamberger Diözesanbischof Joseph Graf von Stubenberg wurde bei der Säkularisation zu Beginn des 19. Jahrhunderts das Schloss zur lebenslangen Nutzung überlassen; er lebte hier bis zu seinem Tod im Jahr 1824. Später kam es in Privatbesitz; so besaß es 1882 bis 1910 der Römer- und Limesforscher Friedrich Winkelmann, der hier als „Gutsbesitzer“ wohnte, dann bis 1916 der Münchener Akademieprofessor Franz Naager. 1955 erwarb die Diözese Eichstätt das Schloss und gestaltete es ab 1956 zum diözesanen Jugendhaus um, wobei das Barockschloss entsprechende Anbauten erhielt: 1957 der Umbau des Schlosses und ein Bettenhaus von Friedrich Ferdinand Haindl, 1969 ein Personalgebäude und einen Schweinestall mit Garage nach Plänen von Diözesanbaumeister Karljosef Schattner und Landschaftsplaner Gerhart Teutsch, 1982 und 1989 einen Neubau für Wohnunterkünfte und eine Kapelle nach Plänen des Münchner Architekten Franz Kießling mit Lichtplaner Walter Bamberger und zuletzt in den Jahren zwischen 2003 und 2005 ein zentrales Eingangsgebäude und ein neues Bettenhauses I bei Beibehaltung des Bettenhauses II nach Entwurf von Jörg Homeier und Gerold Richter.

## Beschreibung
1992 wurde das westlich neben dem heutigen Schloss stehende mittelalterliche Burghaus, das möglicherweise auf das Steinhaus des Truchsessen Albert des Älteren zurückging, abgebrochen.
Das Barockschloss ist eine Rechteckanlage von drei Geschossen mit zwei Erkern an der Nordfront. Die Traufseite weist in den Obergeschossen sieben, an den Schmalseiten zwei Fensterachsen auf. Das Portal mit Pilastern und gebrochenem Giebel befindet sich rechts der Mittelachse und ist über eine Freitreppe zu erreichen, die im 20. Jahrhundert in nördlicher Richtung zu einer Terrasse erweitert wurde. Im Aufzug des Portals befindet sich das aus Obereichstätter Gusseisen ausgeführte Stubenberger Wappen mit der Jahreszahl 1805, im Oberlichtgitter das Katzenellenbogen-Wappen (um 1710). Von den Erdgeschossfenstern der Nordseite sind zwei rechts des Portals und drei links des Portals ausgeführt; sie sind mit Korbgitter versehen.
Eingerahmt wird die nördliche Schaufassade von den diagonal gestellten Rechteckerkern, die sich vom Boden aus erheben. In ihnen setzen sich die Fensterreihen der Fassade fort. In Dachhöhe haben sie ein achteckiges Obergeschoss mit senkrechten Ovalöffnungen bzw. -blenden und kuppelförmiger Dachung.
Im Innern befindet sich an der Nordwestecke des Obergeschosses ein Saal mit stuckierter Decke aus der Erbauungszeit. Der Stuckateur war wohl Jakob Eck. Die nach dem Erwerb des Schlosses durch die Diözese in einem nördlichen Anbau untergebrachte Kapelle wurde 1990 durch einen größeren Kapellen-Anbau ersetzt.

### Schlossgarten
Vor dem Schloss dehnt sich in nordwestlicher Richtung in das Tal hinein eine ummauerte Gartenanlage mit altem Baumbestand und Auffahrtsallee sowie mit einem Schlossteich (ursprünglich und bis in die 1970er Jahre im Viereck stehende vier kleine, durch Kanäle verbundene Fischweiher). Die nördliche Mauer war ursprünglich zur Landschaft hin durch Eisengitter zwischen Steinpfeilern geöffnet; in ihr befand sich auch der Zugang zur Auffahrtsallee. Vier skulptierte Pfeiler der Renaissance, die aus der Willibaldsburg Eichstätt stammten und im Garten aufgestellt waren, kamen um 1885 in das Bayerische Nationalmuseum in München.